# Oakridge
Oakridge és una població dels Estats Units a l'estat d'Oregon. Segons el cens del 2000 tenia 3.148 habitants.

## Demografia
Segons el cens del 2000, Oakridge tenia 3.148 habitants, 1.345 habitatges, i 891 famílies. La densitat de població era de 639,7 habitants per km².
Dels 1.345 habitatges en un 25,5% hi vivien nens de menys de 18 anys, en un 50,6% hi vivien parelles casades, en un 10,7% dones solteres, i en un 33,7% no eren unitats familiars. En el 28,2% dels habitatges hi vivien persones soles el 13,3% de les quals corresponia a persones de 65 anys o més que vivien soles. El nombre mitjà de persones vivint en cada habitatge era de 2,34 i el nombre mitjà de persones que vivien en cada família era de 2,83.
Per edats la població es repartia de la següent manera: un 23,9% tenia menys de 18 anys, un 5,5% entre 18 i 24, un 23,6% entre 25 i 44, un 26,8% de 45 a 60 i un 20,2% 65 anys o més.
L'edat mediana era de 43 anys. Per cada 100 dones de 18 o més anys hi havia 100,4 homes.
La renda mediana per habitatge era de 26.622$ i la renda mediana per família de 33.017$. Els homes tenien una renda mediana de 28.285$ mentre que les dones 18.672$. La renda per capita de la població era de 12.885$. Aproximadament el 12,2% de les famílies i el 14,5% de la població estaven per davall del llindar de pobresa.

## Poblacions més properes
El següent diagrama mostra les poblacions més properes.